# Aloïse (película)
Aloïse es una película francesa de 1975 de Liliane de Kermadec. Participó en el Festival de Cannes 1975. Las actrices Isabelle Huppert y Delphine Seyrig interpretan el personaje de Aloïse de joven y de adulta respectivamente.

## Sinopsis
Aloïse cuenta la historia de una muchacha reprimida, con graves desquilibrios, que vive con su padre y su hermana. Quiere ser cantante, pero su voz no es lo suficientemente buena. Viaja de Suiza a Alemania como institutriz. Allí se enamora de su empleador y es enviada de vuelta a Suiza cuando estalla la Primera Guerra Mundial. A continuación enloquece y pasa el resto de su vida en un asilo.
Este film está inspirado en la vida de la pintora suiza Aloïse Corbaz.

## Reparto
- Isabelle Huppert - Aloïse joven.
- Delphine Seyrig - Aloïse adulta.
- Marc Eyraud - El padre de Aloïse.
- Michael Lonsdale - El médico director.
- Valérie Schoeller - Elisa joven.
- Monique Lejeune - Elisa adulta.
- Julien Guiomar - El director del teatro.
- Roger Blin - El profesor de canto.